# Harpacticoida
Gli Arpacticoidi (Harpacticoida) sono un ordine di crostacei copepodi. 

## Descrizione
L'ordine comprende 463 generi e circa 3000 specie conosciute. Questi piccoli crostacei, quasi esclusivamente bentonici, occupano habitat sia marini che d'acqua dolce, trovandosi sui fondali marini, in substrati sabbiosi, nei sedimenti fluviali, in ambienti acquatici sotterranei e persino nel muschio umido o nella lettiera. Un gran numero di arpacticoidi delle famiglie Ameiridae, Parastenocarididae e Canthocamptidae annoverano specie sotterranee o di ambiente iporreico. Solo alcuni di essi sono planctonici o vivono in associazione con altri organismi acquatici. Gli Harpacticoida rappresentano inoltre il secondo gruppo di meiofauna riscontrabile nei sedimenti marini dopo i Nematoda.
Gli arpacticoidi si distinguono dagli altri ordini di copepodi per la presenza di un primo paio di brevi antenne, con meno di 10 articoli, e per il secondo paio di antenne biramose. Il primo paio di mascelle è invece generalmente uniramoso. L'articolazione principale tra prosoma e urosoma si trova tra il segmento IV e il segmento V. Molte specie di Harpacticoida, avendo un ciclo biologico strettamente legato ad ambienti interstiziali, presentano un corpo molto affusolato o vermiforme adatto a muoversi nei piccoli spazi compresi tra i sedimenti.

## Famiglie
65 famiglie costituiscono attualmente l'ordine.
- Adenopleurellidae
- Aegisthidae
- Ameiridae
- Ancorabolidae
- Arenopontiidae
- Argestidae
- Balaenophilidae
- Cancrincolidae
- Canthocamptidae
- Canuellidae
- Cerviniidae
- Chappuisiidae
- Cletodidae
- Cletopsyllidae
- Clytemnestridae
- Cristacoxidae
- Cylindropsyllidae
- Dactylopusiidae
- Danielsseniidae
- Darcythompsoniidae
- Ectinosomatidae
- Euterpinidae
- Hamondiidae
- Harpacticidae
- Heteropsyllidae
- Huntemanniidae
- Idyanthidae
- Ismardiidae
- Laophontidae
- Laophontopsidae
- Latiremidae
- Leptastacidae
- Leptopontiidae
- Longipediidae
- Louriniidae
- Metahuntemanniidae
- Metidae
- Miraciidae
- Neobradyidae
- Normanellidae
- Novocriniidae
- Orthopsyllidae
- Parameiropsidae
- Paramesochridae
- Paranannopidae
- Parastenheliidae
- Parastenocarididae
- Parastentheliidae
- Peltidiidae
- Phyllognathopodidae
- Porcellidiidae
- Protolatiremidae
- Pseudotachidiidae
- Rhizothricidae
- Rhynchothalestridae
- Rometidae
- Rotundiclipeidae
- Superornatiremidae
- Tachidiidae
- Tegastidae
- Tetragonicipitidae
- Thalestridae
- Thompsonulidae
- Tisbidae
- Zosimidae